# Ministério de Jesus

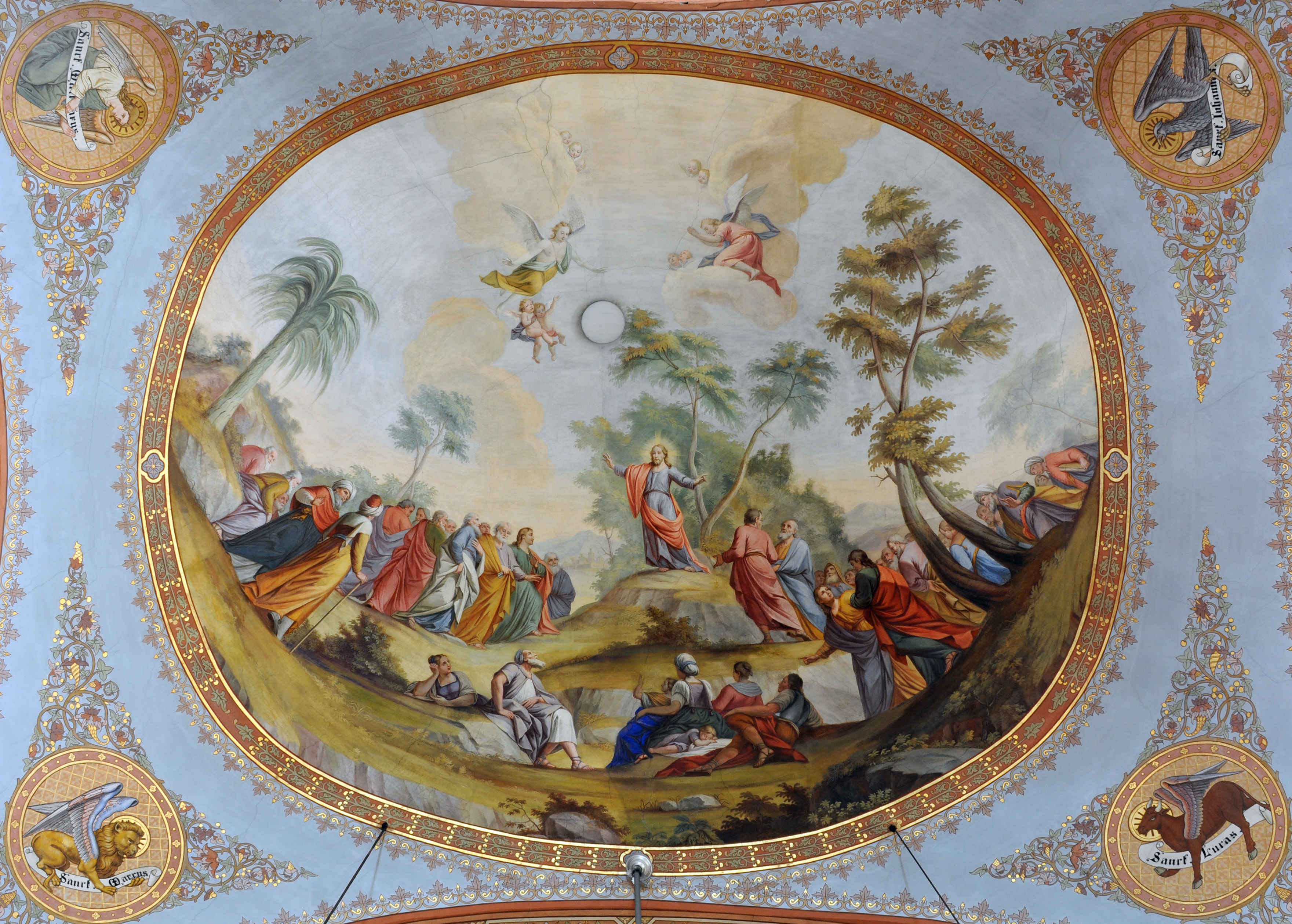
O Sermão da Montanha, um dos mais importantes momentos do Ministério de Jesus.
Final do século XVIII. Por Franz Xaver Kirchebner, em Ortisei, Itália.

O Ministério de Jesus, chamado também de vida pública de Jesus, começa, segundo os evangelhos canônicos, com o seu batismo na região rural da Judeia romana, perto do rio Jordão, e termina em Jerusalém depois de sua última ceia com seus discípulos. O Evangelho de Lucas (Lucas 3:23) afirma que Jesus "tinha cerca de trinta anos" na época que começou seu ministério. Uma cronologia de Jesus tipicamente data este evento entre 27 e 29 e o final do ministério entre 30 e 36.
O "Primeiro ministério na Galileia" inicia quando, logo depois do batismo, Jesus volta para a Galileia depois de passar quarenta dias no deserto da Judeia. Neste período inicial, pregou e recrutou seus primeiros discípulos, que começaram a viajar com ele e futuramente formariam o núcleo da Igreja antiga, pois acredita-se que, depois de sua morte, os apóstolos se dispersaram para fundar as primeiras sés apostólicas. O "Grande ministério na Galileia", que começa em Mateus 8, inclui o convite aos "Doze Apóstolos" e cobre o maior período do ministério de Jesus na região. O "Último ministério da Galileia" começou depois da morte de João Batista, quando Jesus se prepara para ir a Jerusalém.
No período conhecido como "Ministério final na Judeia", Jesus inicia sua derradeira jornada a Jerusalém atravessando a Judeia. Conforme se aproxima da cidade, no "Ministério final na Pereia", depois de cerca de um terço do caminho a partir do Mar da Galileia (que era um lago de água doce) ao longo do Jordão, Jesus retorna ao local onde foi batizado.
O "Ministério final em Jerusalém" é por vezes chamado de "Semana da Paixão" e começa com a Entrada triunfal em Jerusalém. Este é o período de seu ministério que recebeu maior atenção nos evangelhos, ocupando quase um terço do texto todo.

## Visão geral
Os relatos nos evangelhos localizam o início do ministério de Jesus na zona rural da Judeia romana, perto do rio Jordão. Eles também apresentam o ministério de João Batista como sendo precursor do ministério de Jesus, que começa quando este foi batizado por aquele. O ministério em sia é um período de viagens, pregações e muitos milagres. O fim do período é tradicionalmente marcado pela Última Ceia. Porém, alguns autores também consideram o período entre a Ressurreição e a Ascensão como parte do ministério.
Lucas 3:23 afirma que Jesus "tinha cerca de trinta anos" quando começou seu ministério e existem diferentes abordagens para tentar estimar a data correta do evento. A primeira se baseia na combinação das informações do Evangelho de Lucas com dados históricos sobre o imperador romano Tibério, o que fornece uma data por volta de 28 ou 29. Uma segunda se baseia na combinação de informações do relato de Evangelho de João com informações históricas de Flávio Josefo sobre o Templo de Jerusalém e leva à uma data entre 27 e 29
No Novo Testamento, a data da Última Ceia é bem próxima da data da crucificação de Jesus (daí seu nome). Estimativas acadêmicas para a data da crucificação geralmente localizam o evento no período entre 30 e 36.
Os três evangelhos sinóticos fazem referência a apenas uma Páscoa judaica durante o Ministério, enquanto que o Evangelho de João sugere que foram três, sugerindo um período de cerca de três anos. Porém, os relatos sinóticos não exigem que a duração tenha sido de apenas um ano e estudiosos como Köstenberger afirmam que o Evangelho de João simplesmente provê um relato mais detalhado.
Durante o Ministério, o tetrarca que governava a Galileia e a Pereia era Herodes Antipas, que obteve a posição depois da divisão dos territórios de seu pai, Herodes, o Grande, em 4 a.C..

## Batismo e primeiros anos de ministério

Batismo de Cristo.
1700. Por Giovanni Battista Tiepolo.

O Batismo de Jesus por João Batista é considerado o marco inicial de seu ministério.
Em seu sermão em Atos 10:37–38, proferido na casa de Cornélio, o Centurião, Pedro dá uma visão geral do Ministério de Jesus e faz referência ao que aconteceu "por toda a Judeia, começando desde a Galileia, depois do batismo que pregou João" e afirma que "Deus ungiu a Jesus de Nazaré com o Espírito Santo e poder, o qual andou por toda a parte, fazendo o bem e sarando a todos os oprimidos do Diabo".
João 1:28 especifica a local dos batismos de João como sendo "em Betânia além do Jordão". Este local não é a vila de Betânia, a leste de Jerusalém, mas a cidade de Betânia, chamada também Betabara, na Pereia, uma província na margem oriental do Jordão através da porção sul da Samaria, e, embora o Novo Testamento não mencione a Pereia pelo nome, João 3:23 implicitamente faz referência ao local novamente quando afirma que João estava batizando em "Enom perto de Salim, porque havia ali muitas águas". O historiador do século I Flávio Josefo escreveu em sua "Antiguidades Judaicas" que João foi preso e assassinado em Maquero, na fronteira da Pereia.
Lucas 3:23 e Lucas 4:1 indicam possíveis atividades de Jesus perto do rio Jordão na época de seu batismo, o que é corroborado pelo relato de seu encontro com os discípulos de João Batista em João 1:35–37, no qual "os dois discípulos, ouvindo dizer isto, seguiram a Jesus". Assumindo que existiram dois incidentes no qual Jesus purificou o Templo, uma possível referência às primeiras pregações na Judeia pode ser João 2:13–25.

## Ministério na Galileia

Mapa da província da Judeia no século I

### Primeiro ministério na Galileia
O "Primeiro ministério na Galileia" começa quando Jesus volta para a Galileia vindo do deserto da Judeia depois de resistir às tentações do diabo. Nestes primeiros anos, Jesus pregou na região e, em Mateus 4:18–20, seus primeiros discípulos o encontram e começam a viajar com ele.
O Evangelho de João inclui ainda o evento das Bodas de Caná como o primeiro milagre neste período, mas não se sabe ao certo qual das vilas da Galileia (como Kafr Kanna) corresponde à bíblica Caná.
O retorno de Jesus à Galileia acontece logo depois da prisão de João Batista. As primeiras pregações de Jesus resultam na sua rejeição em sua cidade natal quando, em Lucas 4:23, Jesus diz em uma sinagoga que "nenhum profeta é aceito na sua terra" e a população local o expulsa.
Nesta época, a reputação de Jesus começa a se espalhar pela Galileia. Em Marcos 1:21–28 e em Lucas 4:31–37, Jesus segue para Cafarnaum, onde o povo "admirava-se do seu ensino, porque ele os ensinava como quem tinha autoridade", Jesus exorciza numa sinagoga e cura a sogra de Pedro.
Lucas 5:1–11 relata a primeira pesca milagrosa, durante a qual Jesus diz a Pedro que "de ora em diante serás pescador de homens". Pedro abandona sua rede e, junto com Tiago e João, os filhos de Zebedeu, passa a segui-lo daí em diante.
Foi também nesta época que Jesus proferiu um famoso "Sermão da Montanha", um dos grandes discursos de Jesus em Mateus, e o "Sermão da Planície", em Lucas. O primeiro, que cobre os capítulos 5, 6, 7 do Evangelho de Mateus é o primeiro dos cinco discursos de Mateus e o mais longo trecho ininterrupto de uma doutrina de Jesus no Novo Testamento, encapsulando muitos de seus ensinamentos morais, além das famosas "Bem-aventuranças" e a mais famosa oração cristã, o "Pai Nosso".
As "Bem-aventuranças" são oito bençãos e quatro delas aparecem também no Sermão da Planície no Evangelho de Lucas, no qual são seguidas por quatro lamentos que espelham as bençãos. Elas representam os mais elevados ideais da doutrina de Jesus sobre a misericórdia, a espiritualidade e a compaixão.

### Grande ministério na Galileia
O "Grande ministério na Galileia" começa em Mateus 8, depois do Sermão da Montanha, e abrange todas as atividades de Jesus até a morte de João Batista.
No princípio deste período está o episódio do Servo do centurião (Mateus 8:5–13) e Jesus acalmando a tempestade (Mateus 8:23–27), ambos tratando de fé e medo. Quando o centurião demonstra sua fé ao pedir uma "cura à distância", Jesus o elogia por sua fé excepcional. Por outro lado, quando seus próprios discípulos demonstram medo durante uma tempestade no Mar da Galileia, Jesus os instrui a demonstrarem mais fé e ordena que a tempestade se acalme.
Neste período, Jesus ainda estava reunindo seus doze apóstolos e, em Mateus 9:9, ocorre o Chamado de Mateus. Os conflitos e críticas mútuas de Jesus e os fariseus vão se exacerbando, por exemplo quando estes criticam Jesus por se associar com «publicanos e pecadores» (Mateus 9:11), ao que ele responde: «Os sãos não precisam de médico, mas sim os enfermos....não vim chamar os justos, mas os pecadores.» (Mateus 9:13–14).
O Convite aos doze relata a seleção inicial dos doze apóstolos entre os discípulos de Jesus. Jesus segue para o sopé de uma montanha para rezar e, depois de passar a noite em oração a Deus, chama os discípulos pela manhã e escolhe doze dentre eles.
No Discurso da Missão, Jesus instrui os doze, listados em Mateus 10:2–3, a não levarem nenhum pertence quando viajarem de cidade em cidade para pregar. Em outro evento, Lucas 10:1–24 relaciona os Setenta discípulos, que foram enviados aos pares com o "mandato missionário" à frente de Jesus para as vilas da região antecipando sua chegada.
Em Mateus 11:2–6, dois mensageiros de João Batista chegam para perguntar a Jesus se ele é o esperado Messias ou, nas palavras deles, "é outro o que devemos esperar?". Jesus responde: "Ide contar a João o que estais ouvindo e observando: os cegos vêem, os coxos andam, os leprosos ficam limpos, os surdos ouvem, os mortos são ressuscitados, aos pobres anuncia-se-lhes o Evangelho; e bem-aventurado aquele que não achar em mim motivo de tropeço". Depois disto, Jesus começa a falar para o povo sobre "o Batista" ("aquele que batiza").
Este período é também rico em parábolas e ensinamentos, incluindo o "Discurso das Parábolas", no qual estão diversas parábolas sobre o Reino de Deus, começando em Mateus 13:1. Entre elas estão a O Semeador, O Joio e o Trigo, O Grão de Mostarda e O Fermento, endereçadas aos discípulos e à multidão que o ouvia, e também O Tesouro Escondido, A Pérola e A Rede, contadas somente aos discípulos.

### Último ministério na Galileia

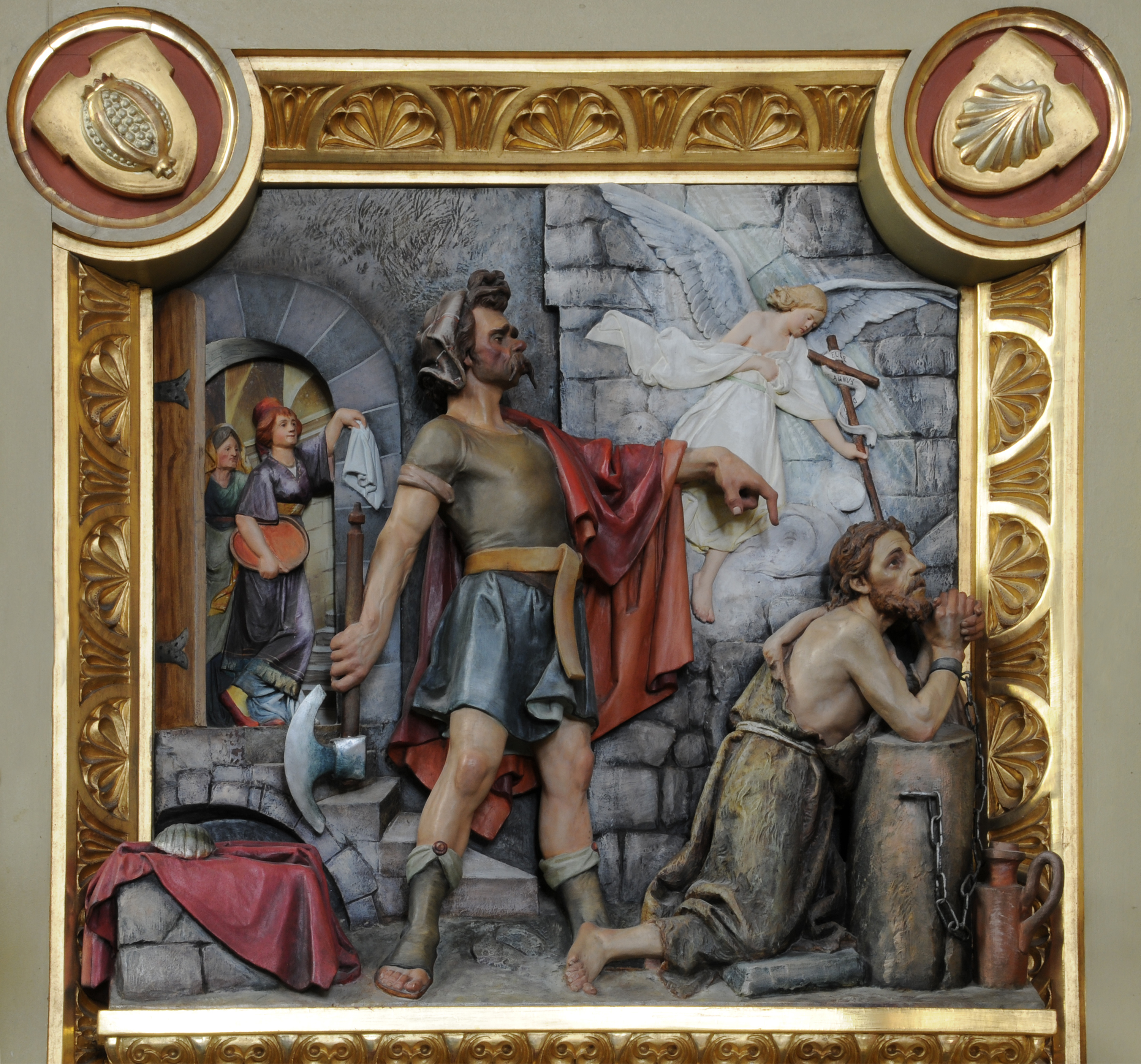
Morte de João Batista
1905. Por Albino Pitscheider, na Igreja de São Ulrico em Ortisei, Itália.

O "Último ministério na Galileia" começa depois da morte de João Batista e inclui a multiplicação dos pães e peixes e Jesus andando sobre as águas, ambos em Mateus 14. Depois de saber da morte de João, Jesus se retira de barco para um local isolado perto de Betsaida, onde prega para a multidão que o seguiu a pé, vinda das cidades próximas, e alimenta o povo todo multiplicando «cinco pães e dois peixes» (Mateus 14:17).
Depois disto, Jesus anda sobre as águas e os evangelhos (Mateus 14:22–23, Marcos 6:45–52 e João 6:16–21) apresentam o episódio como um passo importante no desenvolvimento da relação entre Jesus e seus discípulos ao enfatizar a importância da fé: Pedro só afundou em sua tentativa de alcançar Jesus pelas águas quando duvidou e teve medo. No final do episódio, os discípulos demonstraram uma fé reforçada dizendo: «Verdadeiramente és Filho de Deus.» (Mateus 14:33).
Entre os grandes ensinamentos deste período estão o Discurso sobre a contaminação em Mateus 15:1–20 e Marcos 7:1–23, no qual, respondendo a uma reclamação dos fariseus, Jesus afirma que "não é o que entra pela boca o que contamina o homem, mas o que sai da boca, é isso o que o contamina.".
Depois disto, Jesus se recua para «os lados de Tiro e de Sidom» (Mateus 15:21), perto do Mar Mediterrâneo, onde cura a filha de uma canaanita (Mateus 15:21–28 e Marcos 7:24–30). Este episódio é um exemplo de como Jesus enfatiza o valor da fé, dizendo à mulher: «Ó mulher, grande é a tua fé! faça-se contigo como queres.» (Mateus 15:28). A importância da fé é enfatizada novamente na cura dos dez leprosos em Lucas 17:11–19.
No Evangelho de Marcos, depois de passar por Sidom, Jesus entra na região da Decápole, um grupo de dez cidades no sudeste da Galileia, onde realiza o milagre da cura do surdo-mudo (Marcos 7:31–37). Depois desta cura, os discípulos dizem «Ele tudo tem feito bem, faz até os surdos ouvir e os mudos falar» (Marcos 31:37), confirmando a promessa feita a João Batista. Este episódio é o último numa série de milagres que culmina com a proclamação de Pedro de que Jesus é o Cristo em Marcos 8:29.

## Da Judeia e Pereia até Jerusalém

### Ministério final na Judeia
Neste período, Jesus começa sua jornada final até Jerusalém contornando a Samaria, passando pela Pereia e atravessando a Judeia até chegar em Jerusalém. Logo no começo, Jesus profetiza sua morte pela primeira vez e esta profecia se repetirá mais duas vezes, a última pouco antes de sua chegada derradeira à capital, na semana de sua crucificação. Em Marcos 8:31–33, Jesus ensina aos discípulos que "era necessário que o Filho do homem padecesse muitas coisas, que fosse rejeitado pelos anciãos, pelos principais sacerdotes e pelos escribas, que fosse morto e que depois de três dias ressuscitasse".
Mais adiante, mais ou menos na metade de cada um dos três evangelhos sinóticos, dois episódios inter-relacionados sinalizam um ponto de inflexão no ministério de Jesus: a Confissão de Pedro e a Transfiguração. Estes episódios ocorrem em Cesareia de Filipe, ao norte do Mar da Galileia, no começo da viagem para Jerusalém e marcam o início da gradual revelação da real identidade de Jesus como Cristo (Messias) aos seus discípulos e a preparação deles para seu sofrimento e morte na Paixão.
A Confissão de Pedro começa como um diálogo entre Jesus e seus discípulos. Jesus pergunta: «Quem dizem os homens que sou eu?» (Marcos 8:27). Depois de variadas respostas, Simão Pedro afirma categoricamente: «Tu és o Cristo, o Filho do Deus vivo.» (Mateus 16:16). Jesus então abençoa Pedro por sua resposta e diz: «não foi carne e sangue quem to revelou, mas meu Pai que está nos céus» (Mateus 16:17). Ao abençoar Pedro, Jesus não apenas aceita os títulos de "Cristo" e "Filho de Deus", que ele lhe atribuiu, mas declara a proclamação como revelação divina ao afirmar que seu Pai no Céu revelou-lhe a verdade.
No Evangelho de Mateus, logo depois deste episódio, Jesus também seleciona Pedro como líder dos apóstolos e afirma  que «sobre esta pedra edificarei a minha igreja» (Mateus 16:18). O termo "igreja" (em grego:  ekklesia) aparece apenas uma vez mais nos evangelhos, em Mateus 18:17, numa referência à comunidade dos fieis da época.

### Último ministério da Pereia
Depois da proclamação de Pedro, o relato da Transfiguração de Jesus é o próximo grande evento e aparece em Mateus 17:1–9, Marcos 9:2–8 e Lucas 9:28–36. Jesus leva Pedro e os dois irmãos Zebedeu, Tiago e João, ao cume de uma montanha de nome não revelado. Uma vez lá, Mateus afirma que Jesus foi «transfigurado diante deles; o seu rosto resplandeceu como o sol, e as suas vestes tornaram-se brancas como a luz» (Mateus 17:2). Neste ponto, os profetas Elias e Moisés apareceram e Jesus começou a conversar com eles. Lucas afirma que os apóstolos «viram a sua glória» (Lucas 9:32). Uma nuvem brilhante então os envolveu e dela saiu uma voz dizendo: «Este é o meu Filho, o meu escolhido, ouvi-o» (Lucas 9:35).
A Transfiguração não apenas suporta a revelação de Jesus como Filho de Deus (como aconteceu no seu Batismo), mas o pedido para que ele seja ouvido o identifica como mensageiro e a voz de Deus. A importância do evento foi reforçada pela presença de Elias e Moisés, pois indica aos apóstolos que Jesus é a voz de Deus e, ao invés dos dois antigos profetas, ele é que deve ser ouvido por conta de sua relação filial com Deus. II Pedro 1:16–18 ecoa a mesma mensagem: na Transfiguração, Deus atribui a Jesus uma "honra e glória" especial e este é o ponto de virada a partir do qual Deus exalta Jesus acima de todos os demais poderes na criação.
Muitos dos episódios deste período são baseados no relato de Lucas, mas, de forma geral, esta sequência de episódios como relatada por ele não contém informações geográficas suficientes para determinar a Pereia, embora os acadêmicos geralmente assumam que a rota seguida por Jesus para chegar a Jerusalém vindo da Galileia tenha atravessado a região. Porém, o Evangelho de João afirma que ele retornou para a região na qual foi batizado e João 10:40–42 afirma que "retirou-se outra vez para além do Jordão" e que "tudo quanto ele disse deste homem, era verdade". O local do batismo de Jesus pode ser inferido como sendo a vizinhança da Pereia.
Este período inclui o Discurso sobre a Igreja, no qual Jesus antecipa a futura comunidade de seguidores e explica o papel dos apóstolos em sua liderança. É nele que estão as parábolas da Ovelha Perdida e do Credor Incompassivo (Mateus 18), que também fazem referência ao Reino do Céu. Endereçando seus apóstolos, Jesus afirma que «tudo o que ligardes sobre a terra, será ligado no céu; e tudo o que desligardes sobre a terra, será desligado no céu» (Mateus 18:18). Finalmente, o discurso enfatiza a importância da humildade e do auto-sacrifício como as mais elevadas virtudes desta futura comunidade.
No final do período, o Evangelho de João inclui a Ressurreição de Lázaro, no qual Jesus traz Lázaro da Betânia de volta à vida depois de quatro dias morto e enterrado. Este episódio é o clímax dos "sete sinais" que gradualmente vão confirmando a identidade de Jesus como Filho de Deus e o esperado Messias. É ainda o episódio que inicia a sequência de eventos que leva as multidões a buscarem Jesus e a o exaltarem em sua Entrada triunfal em Jerusalém. Porém, o sucesso de Jesus também convence Caifás e o Sinédrio que Jesus precisava ser morto.

## Ministério final em Jerusalém
O "Ministério final em Jerusalém" é tradicionalmente chamado de Paixão e começa com a Entrada triunfal em Jerusalém no início da semana e inclui a Última Ceia, um período que é liturgicamente demarcado pela Semana Santa. Os evangelhos dedicam especial atenção ao relato da última semana de vida de Jesus em Jerusalém e esta narrativa abrange cerca de um terço de todo o texto dos quatro evangelhos, demonstrando sua importância teológica para o pensamento do cristianismo primitivo.
Antes de chegar em Jerusalém (João 12:9–11), depois de ressuscitar Lázaro dos mortos, multidões se juntam à volta de Jesus e acreditam nele. No dia seguinte, esta multidão, que se reunira para uma festa em Jerusalém, recebe Jesus festivamente quando ele desce do Monte das Oliveiras seguindo para a capital . Em Lucas 19:41–44, conforme Jesus se aproxima de Jerusalém, ele olha para a cidade e chora por ela, profetizando o sofrimento que a aguarda.
Nos evangelhos sinóticos, à Entrada triunfal se segue ao episódio da Purificação do Templo, na qual Jesus expulsa os cambistas do Templo, acusando-os de tornar o santuário num covil de ladrões por suas atividades comerciais. Este é o único relato de Jesus utilizando a força física em todos os evangelhos. Os evangelhos sinóticos incluem ainda diversas parábolas e sermões muito famosos, como O Tostão da Viúva e a profecia da Segunda Vinda nesta semana.
Neste período, os evangelhos sinóticos também narram os conflitos entre Jesus e os anciãos dos judeus em episódios como a Autoridade de Jesus questionada e os Lamentos dos fariseus, no qual Jesus critica sua hipocrisia. Judas Iscariotes, um dos doze, se aproxima dos anciãos e negocia a rendição de Jesus, aceitando traí-lo por trinta moedas de prata segundo Mateus.
Em Mateus 24, Marcos 13 e Lucas 21, Jesus profere o "Discurso sobre o Fim dos Tempos", conhecido também como "Discurso Olivet", pois se deu no Monte das Oliveiras, uma lição principalmente sobre julgamentos e a conduta esperada dos seguidores de Jesus, além da necessidade de vigilância por estes seguidores na expectativa do julgamento que virá. Este discurso é geralmente visto como uma referência tanto à vindoura destruição do Templo de Jerusalém quanto ao fim dos tempos e à Segunda Vinda de Cristo, mas as muitas e variadas opiniões acadêmicas sobre que versículo se refere a qual evento ainda estão dividadas.
Um episódio chave na parte final do Ministério de Jesus é a Última Ceia, que inclui a instituição da Eucaristia. Em I Coríntios 11:23–26, Paulo faz uma referência ao evento. Nos capítulos 14, 15, 16 e 17 do Evangelho de João, Jesus encerra a ceia com um longo sermão conhecido como Discurso de Adeus, que prepara os discípulos para a partida de Jesus